# Anthony Hargrove
(en) Statistiques sur pro-football-reference
Anthony La'Ron Hargrove (né le 20 juillet 1983 à Brooklyn) est un joueur américain de football américain.

## Enfance
Hargrove fait ses études à la Port Charlotte High School, en Floride où il joue au poste de quarterback et de safety.

## Carrière

### Université
À son arrivée à l'université de Georgia Tech, il est changé de poste, adoptant les différents placements de la ligne défensive avant de spécialiser comme defensive end. Il fait soixante-dix tacles avec Georgia Tech, six sacks, dix-neuf tacles pour des pertes, deux fumbles provoqués, deux récupérés et trois passes brisées.

### Professionnel
Anthony Hargrove est sélectionné au troisième tour du draft de la NFL de 2004 par les Rams de Saint-Louis au quatre-vingt-onzième au choix. Le 24 juillet 2004, il signe un contrat de trois ans avec Saint-Louis, d'une valeur de 1,25 million de dollars ainsi qu'une prime de signature de 442 000 dollars. Pour sa première saison en NFL, il joue quinze matchs dont deux comme titulaire où il fait trente-et-un tacles et un sack. En 2005, il est déclaré comme end titulaire et fait cinquante-et-un tacles et 6,5 sacks et perd sa place la saison suivante où il ne joue que quatre matchs et est échangé après deux jours d'absence non justifié.
Il est échangé le 16 octobre 2006 contre le cinquième choix du draft de 2007 des Bills. Il joue dix matchs lors de cette même saison 2006. Le 1er mars 2007, il signe une prolongation de contrat d'un an de 850 000 dollars. Le 11 août 2007, Hargrove est suspendu pour les quatre premiers de la saison après avoir manqué à la politique d'abus des substances. Malgré cela, il joue les douze autres matchs de la saison et fait vingt-huit tacles.
Le 18 janvier 2008, Hargrove manque un nouveau tes anti-drogue et cela entraine une suspension d'un an le 24 janvier 2008. Il est rétabli dans la ligue le 23 février 2009.
Le 18 mai 2008, il signe avec les Saints de la Nouvelle-Orléans. Le coordinateur défensif des Saints Gregg Williams décide de le changer de poste, le positionnant au poste de defensive tackle. Après une saison 2009 où il marque son premier touchdown après avoir retourné un fumble. Après la fin de la saison 2006, il est défini comme restricted free agent (transférable après négociations), intéressant l'équipe des Lions de Détroit. Néanmoins, il signe une prolongation de contrat le 5 avril 2010. Lors de la saison 2010, il entre au cours de quatorze matchs.
Le 3 août 2011, il signe avec les Eagles de Philadelphie mais il n'est pas nommé dans l'équipe pour commencer la saison et est libéré par la franchise. Le 9 septembre, il signe avec les Seahawks de Seattle mais il doit se contenter d'un poste de defensive end remplaçant.
En 2012, il est impliqué dans le scandale du Bountygate avec Gregg Williams (en), le coordinateur défensif, et ses coéquipiers des Saints, Scott Fujita, Jonathan Vilma et Will Smith.